# Material Rodante da EFCJ
O Material Rodante da Estrada de Ferro Campos do Jordão é composto principalmente por automotrizes, bondes e carros de passageiros, embora a empresa também possua locomotivas, vagões e gôndolas, usadas em serviços de manutenção. A frota é predominantemente elétrica.

## Bondes e automotrizes
| Número | Imagem | Tipo                    | Construtor            | Fabricação | Observações |
| ------ | ------ | ----------------------- | --------------------- | ---------- | --- |
| A1     |        | Automotriz Elétrica B+B | English Electric      | 1924       | Uma das quatro automotrizes originais da EFCJ, originalmente era de madeira e dispunha de 2 cabines, porém uma foi retirada para a instalação de um bar obrigando a se usar viradores para sua reversão. |
| A2     |        | Automotriz Elétrica B+B | English Electric      | 1924       | Uma das quatro automotrizes originais da EFCJ, originalmente era de madeira e dispunha de 2 cabines, porém uma foi retirada para a instalação de um bar obrigando a se usar viradores para sua reversão. |
| A3     |        | Automotriz Elétrica B+B | English Electric      | 1927       | Uma das três automotrizes adquiridas em 1927, tinha sua caixa feita de aço. Porém uma reforma recente fez com que a A3 fosse revestida com madeira. Nessa mesma reforma a sua janela frontal foi substituída. |
| A4     |        | Automotriz Elétrica B+B | EFCJ                  | 1932       | Esta automotriz foi montada em 1932 nas Oficinas de Pindamonhangaba pela própria EFCJ usando peças sobressalentes das outras automotrizes English Electric, uma prática bem comum nas ferrovias. |
| A5     |        | Bonde Elétrico B+B      | MAN/Siemens-Schuckert | 1930       | Um dos três bondes adquiridos do Tramway do Guarujá em 1956, originalmente possuía pintura amarela. Após uma reforma nos anos 80, teve sua janela frontal substituída e ganhou pintura vermelha e amarela. |
| A6     |        | Bonde Elétrico B+B      | MAN/Siemens-Schuckert | 1924       | Um dos três bondes adquiridos do Tramway do Guarujá em 1956, originalmente possuía pintura amarela. Após uma reforma nos anos 80, teve sua janela frontal substituída e ganhou pintura vermelha e amarela. |
| A7     |        | Bonde Elétrico B+B      | MAN/Siemens-Schuckert | 1930       | Um dos três bondes adquiridos do Tramway do Guarujá em 1956, originalmente possuía pintura amarela. Após uma reforma nos anos 80, teve sua janela frontal substituída e ganhou pintura vermelha e amarela. |
| AL1    |        | Automotriz Elétrica B+B | EFCJ                  | 1972       | Esta automotriz foi construída pela própria EFCJ em 1972 nas Oficinas de Pindamonhangaba. |
| SS2    |        | Automotriz a Gasolina   | EFCJ                  | 1917       | Construída pela EFCJ em 1917 com base em um automóvel Berliet, aproveitando seu motor e partes mecânicas. Foi o primeiro veículo a gasolina da EFCJ, usado como substituto das locomotivas a vapor. Operou com passageiros até 1956, nos subúrbios, sendo então alocada à manutenção, em uso até a década de 60. Teve seu motor restaurado pela Mercedes-Benz em 1994, sendo desativada e alocada no Centro de Memória Ferroviária em 2016. |

## Vagões
| Número | Imagem | Tipo                    | Construtor       | Fabricação | Observações |
| ------ | ------ | ----------------------- | ---------------- | ---------- | --- |
| V1     |        | Automotriz Elétrica B+B | English Electric | 1924       | Uma das quatro automotrizes originais da EFCJ, originalmente servia para transporte de cargas mas foi convertido para passageiros, embora continue sendo chamado de vagão. É um dos veículos mais originais da EFCJ.                         |
| V2     |        | Automotriz Elétrica B+B | English Electric | 1924       | Uma das quatro automotrizes originais da EFCJ, é o único veículo que está em sua forma original. Por um curto período, foi pintado de amarelo, azul e vermelho e teve sua janela frontal modificada, mas retornou para a sua forma original. |

## Gôndolas
| Número | Imagem | Tipo                    | Construtor       | Fabricação | Observações |
| ------ | ------ | ----------------------- | ---------------- | ---------- | --- |
| G1     |        | Automotriz Elétrica B+B | English Electric | 1927       | Uma das cinco automotrizes tipo gôndola adquiridas pela EFCJ em 1927, originalmente servia para transportar carros em um seviço chamado de ``Auto-Trem´´. Atualmente serve para serviços de manutenção da linha. |
| G2     |        | Automotriz Elétrica B+B | English Electric | 1927       | Uma das cinco automotrizes tipo gôndola adquiridas pela EFCJ em 1927, originalmente servia para transportar carros em um seviço chamado de ``Auto-Trem´´. Atualmente serve para serviços de manutenção da linha. |
| G3     |        | Automotriz Elétrica B+B | English Electric | 1927       | Uma das cinco automotrizes tipo gôndola adquiridas pela EFCJ em 1927, originalmente servia para transportar carros em um seviço chamado de ``Auto-Trem´´. Atualmente se encontra fora de operação nas oficinas.  |

## Autos de linha e veículos de manutenção
A frota de manutenção da ferrovia também foi herdada de diversas outras empresas ferroviárias, estando em sua maioria ainda operacional.
| Número  | Imagem | Tipo                      | Construtor            | Fabricação | Observações                             |
| ------- | ------ | ------------------------- | --------------------- | ---------- | --------------------------------------- |
| SS3     |        | Auto de Linha A+A         | ?                     | ?          | Um dos veículos para inspeção de linha. |
| -       |        | Vagão de brita            | ?                     | ?          | Em operação.                            |
| CLG-176 |        | Vagonete da CPTM          | ?                     | 2013       | Em operação.                            |
| -       |        | Prancha da E.F. Funilense | ?                     | ?          | Em operação. São duas unidades.         |
| -       |        | Prancha                   | Empretec              | 2011       | Em operação. São duas unidades.         |
| -       |        | Vagão de serviço          | Soma Auto Metalúrgica | 1960       | Em operação.                            |

## Carros de passageiros
Quatro dos carros de passageiros que compõe a frota da EFCJ foram adquiridos originalmente pela Estrada de Ferro Sorocabana, sendo de 2ª Classe. Em 1928 o Tramway do Guarujá adquiriu os carros 28, 29, 43 e 59 da Sorocabana e os empregou no transporte de passageiros até 1956, quando o Tramway foi desativado. Os carros foram vendidos para a Estrada de Ferro Campos do Jordão. Na Década de 1960 a EFCJ adquiriu mais seis carros de passageiros de madeira da Sorocabana.
| Número | Imagem | Tipo                 | Construtor               | Fabricação | Observações |
| ------ | ------ | -------------------- | ------------------------ | ---------- | --- |
| CP1    |        | Carro de Passageiros | Société Dyle et Bacalan  | 1888       | Adquirido pela pela Estrada de Ferro Sorocabana em 1888. Vendido ao Tramway do Guarujá em 1928. Adquirido pela EFCJ em 1956. |
| CP5    |        | Carro de Passageiros | ?                        | 1888       | Está atualmente sem uso e seus bancos foram removidos.                                                                       |
| CPE1   |        | Carro de Passageiros | ?                        | ?          | Todos os nove carros de passageiros foram adquiridos pela EFCJ do Tramway do Guarujá em 1956.                                |
| CPE2   |        | Carro de Passageiros | American Car and Foundry | 1912       | Adquirido da Estrada de Ferro Sorocabana na Década de 1960                                                                   |
| CPE3   |        | Carro de Passageiros | American Car and Foundry | 1912       | Adquirido da Estrada de Ferro Sorocabana na Década de 1960                                                                   |
| CPE4   |        | Carro de Passageiros | ?                        | ?          | Todos os nove carros de passageiros foram adquiridos pela EFCJ do Tramway do Guarujá em 1956.                                |
| CPE5   |        | Carro de Passageiros | American Car and Foundry | 1912       | Adquirido da Estrada de Ferro Sorocabana na Década de 1960                                                                   |
| CPE6   |        | Carro de Passageiros | ?                        | 1912       | Todos os nove carros de passageiros foram adquiridos pela EFCJ do Tramway do Guarujá em 1956.                                |
| CPE7   |        | Carro de Passageiros | ?                        | 1912       | Todos os nove carros de passageiros foram adquiridos pela EFCJ do Tramway do Guarujá em 1956.                                |
| CPE8   |        | Carro de Passageiros | ?                        | 1912       | Todos os nove carros de passageiros foram adquiridos pela EFCJ do Tramway do Guarujá em 1956.                                |
| CPE9   |        | Carro de Passageiros | ?                        | ?          | Todos os nove carros de passageiros foram adquiridos pela EFCJ do Tramway do Guarujá em 1956.                                |

### Carros cafeteria
A EFCJ também possui em sua frota três carros que operaram como cafeterias, todos fora de operação em 2025.
| Número      | Imagem | Tipo            | Construtor | Fabricação      | Observações                                                          |
| ----------- | ------ | --------------- | ---------- | --------------- | -------------------------------------------------------------------- |
| QC 4452     |        | Carro cafeteria | ?          | Entre 1965-1967 | Fora de operação após os vandalismos e furtos de rede aérea de 2021. |
| Sem prefixo |        | Carro cafeteria | ?          | 1960            | Oriundo da RFFSA.                                                    |
| W324        |        | Carro cafeteria | ?          | 1937            | Oriundo da EFA, alocado no Parque Reino das Águas Claras.            |

## Locomotivas
A EFCJ tem em sua frota duas locomotivas, uma a vapor, que opera o roteiro da Maria Fumaça e outra elétrica, desativada.
| Número | Imagem | Tipo                                 | Construtor  | Fabricação | Observações |
| ------ | ------ | ------------------------------------ | ----------- | ---------- | --- |
| 6      |        | Locomotiva a vapor de rodagem 0-6-0T | H.K. Porter | 1947       | Opera o roteiro turístico da Maria Fumaça em Campos do Jordão. Adquirida da Usina Serra Grande pela EFCJ em 2004, era chamada "Baronesa", mas teve seu nome retirado para não ser confundida com a Baroneza da EF Mauá. Seu número de fábrica é 8118.                                                                  |
| T1     |        | Locomotiva elétrica Siemens E 69     | Siemens     | 1924       | Fora de operação. Está permanentemente alocada em exposição estática em frente à estação Emílio Ribas, sendo movimentada uma vez ao ano para o desfile de natal da ferrovia. Foi adquirida do tramway do Guarujá em 1956 e serviu como cabine de controle do teleférico de Campos do Jordão antes de sua modernização. |